# آنتانیفوتسی (سوآنیرانا ایوونگو)
آنتانیفوتسی (به لاتین: Antanifotsy) یک منطقهٔ مسکونی در ماداگاسکار است که در آنالانجیروفو واقع شده‌است. آنتانیفوتسی ۱۵٬۰۰۰ نفر جمعیت دارد و ۱۱ متر بالاتر از سطح دریا واقع شده‌است.